# V452 Большой Медведицы
V452 Большой Медведицы (лат. V452 Ursae Majoris) — двойная затменная переменная звезда типа W Большой Медведицы (EW) в созвездии Большой Медведицы на расстоянии приблизительно 8152 световых лет (около 2499 парсеков) от Солнца. Видимая звёздная величина звезды — от +14,15m до +13,85m. Орбитальный период — около 0,6649 суток (15,958 часов).